# AVIAMO
AVIAMO（アビアーモ）は、富士通ゼネラル製プラズマテレビ、及び液晶テレビのブランド名。

## 概要
世界で初めてプラズマディスプレイを商品化した富士通ゼネラルは、1993年よりプラズマディスプレイ「プラズマビジョン」シリーズを発売していたが、2007年2月に発売されたAVIAMOはハイエンド、カスタムインストール市場向けの最高級機種の位置づけであった。
AVIAMOとは「AVIDUS」（希求する）と「AMOENUS」（優美な）を掛け合わせた造語で、デザインはインテリアデザイナーの内田繁が担当し、フルHD対応。プラズマテレビにはパナソニック製のプラズマパネル、液晶テレビにはシャープ製の液晶パネルを使用し、デジタルビデオプロセッサーには富士通ゼネラルが開発した「AVM-Ⅲ」が搭載されていた。
北米市場を皮切りに、欧州でも発売されたが、現在は販売は終了している。